# Ana Luiza Filiorianu
Ana Luiza Filiorianu (n. 10 iulie 1999, București, România) este o gimnastă ritmică română, campioană României la individual compus în anul 2016 si 2017.

## Carieră
Primul concurs l-a avut la vârsta de 7 ani. A participat la Jocurile Olimpice de Tineret 2014 de la Nanjing, unde s-a clasat pe locul 4 la individual compus, obținând cea mai bună notă la panglică în finala pe obiecte. Pentru acest rezultat a fost desemnată cea mai bună sportivă anului de Federația Română de Gimnastica Ritmică.
În anul 2015 a debutat la seniori. A participat la prima ediție a Jocurilor Europene, unde s-a clasat pe locul 18. A concurat și pentru prima dată la Campionatul Mondial, dar nu a putut să se califice în finală. În anul următor și-a obținut calificarea la Jocurile Olimpice din 2016 după ce s-a clasat pe locul 6 la turneul preolimpic de la Rio de Janeiro. Astfel a fost prima reprezentantă a României la probă olimpică de gimnastică ritmică de după ediția din 1996.